# Davisson–Germer-kísérlet
A Davisson–Germer-kísérletet Clinton Davisson és Lester Germer amerikai fizikusok végezték el 1927-ben, ezzel igazolva a de Broglie-hipotézist. A de Broglie-hipotézis szerint az anyagi részecskék (például az elektronok) hullámtulajdonsággal rendelkeznek. A hullám-részecske kettősség ezen bemutatása történetileg fontos lépés volt a kvantummechanikai elvek és a Schrödinger-egyenlet létrejöttében.

## Hullám-részecske kettősség
Louis de Broglie 1924-ben tette közzé hullám-részecske elméletét, felvetve azt az elképzelést, hogy minden anyag a foton hullám-részecske dualitását mutatja. De Broglie szerint minden anyagra és sugárzásra is igaz, hogy a részecske E energiája és annak f frekvenciája közötti kapcsolatot az Einstein által a fotonra felírt, majd Planck által általánosított
{\displaystyle E=hf}
összefüggés írja le.
E szerint a részecske p impulzusa és λ hullámhossza közötti kapcsolatot a
{\displaystyle \lambda ={\frac {h}{p}},}
de Broglie-egyenlet fejezi ki, ahol h a Planck-állandó.
1926-ban, Davisson és Germer előzetes eredményeinek ismeretében Walter Elsasser megjegyezte, hogy az anyag hullámtulajdonságát kristályos szilárdtesteken elektronszórással lehetne igazolni, hasonlóképpen ahogy a röntgensugarak hullámszerű természetét igazolták kristályos szilárdtesteken végzett röntgensugár-szórási kísérletekkel.
1927-ben a Bell Labsnél Clinton Davisson és Lester Germer lassú mozgású elektronokkal bombázott egy kristályos nikkel céltárgyat. Vizsgálták a visszavert elektronok intenzitásának a visszaverődési szögtől való függőségét, és megállapították, hogy hasonló szóródási képet mutatnak, mint amit William Henry Bragg jósolt a röntgensugarak esetében. Ezt a kísérletet George Paget Thomson is megismételte. A kísérlet igazolta a de Broglie-hipotézist – vagyis az anyag hullámtermészetét. Ez a kísérlet Arthur Compton kísérletével együtt megalapozta a hullám-részecske kettősség hipotézist, amely alapvető lépés volt a kvantumelméletben.

## A kísérlet
A kísérletben egy elektronágyú bombázta a felületre merőleges elektronsugárral egy nikkelkristály  felületét. Az elektronágyú egy izzó fűtőszálból állt, mely termikusan gerjesztett elektronokat bocsátott ki, amelyeket egy 54 V potenciálkülönbségű téren át gyorsítottak fel, ez 54 eV kinetikus energiát adott át az elektronoknak. A maximális jelet egy θ = 50° szögben elhelyezett elektrondetektorral kapták, a detektor a beérkező elektronokat mérte ebben az adott szögben.
A de Broglie-összefüggés szerint egy 54 eV-os sugárnak a hullámhossza: 0,167 nm. A kísérlet eredményeként, a Bragg-törvény alkalmazásával 0,165 nm-t kaptak, ami igen jól megegyezett a korábbi becslésekkel:
{\displaystyle n\lambda =2d\sin \left(90^{\circ }-{\frac {\theta }{2}}\right),}
n = 1, Θ = 50°, és a nikkel kristálysíkjai közti, a korábbi röntgensugaras kísérletekből ismert d = 0,091 nm távolság esetén.

## Fordítás
Ez a szócikk részben vagy egészben  a   Davisson–Germer experiment című angol Wikipédia-szócikk fordításán alapul.  Az eredeti cikk szerkesztőit annak laptörténete sorolja fel. Ez a jelzés csupán a megfogalmazás eredetét és a szerzői jogokat jelzi, nem szolgál a cikkben szereplő információk forrásmegjelöléseként.